# Свети Никола (Небрегово)
Вижте пояснителната страница за други значения на Свети Никола.
„Свети Никола“ (на македонска литературна норма: „Свети Никола“) е православна възрожденска църква в прилепското село Небрегово, Северна Македония. Църквата е под управлението на Преспанско-Пелагонийската епархия на Македонската православна църква.
Църквата е издигната в 1882 година в източната част на селото като гробищен храм. Представлява еднокорабна сграда, полукръгло засводена, с полукръгла апсида на източната страна, която отвън е разчленена на седем плитки ниши.
В църквата има находки от римско време. В южния зид от външната страна на църквата е взидана мраморна плоча с релефно изображение на Атина и Херкулес. Пред църквата се намира фрагментиран стълб.
- Камбанарията
- Входът
- Апсидата
- Ктиторският надпис